# 花井正八
花井 正八（はない まさや、1912年8月1日 - 1995年6月10日）は、日本の実業家。位階は従三位。勲等は勲一等。旧姓は山本（やまもと）。
トヨタ自動車工業株式会社会長（第4代）、日本高速通信株式会社会長、日本移動通信株式会社会長、日本経営者団体連盟副会長などを歴任した。

## 来歴

### 生い立ち
愛知県宝飯郡音羽町（現・豊川市）出身。岡崎市長を3期務めた竹内京治は叔父。音羽町の旧家花井家の養子となる。
豊橋市立商業学校（現・愛知県立豊橋商業高等学校）、大分高等商業学校（現・大分大学）を経て、1938年に神戸商業大学（現・神戸大学）卒業。トヨタ自動車工業に入社。入社にあたり、花井家伝来の田畑すべてを売却、全財産を投げうって、勤め先のトヨタ自動車工業の株を大量に買う。購買や経理を率いて堅固な財務基盤を築き上げ、「金庫番」と称された。

### 実業家として
1959年トヨタ自動車工業取締役に昇格。1975年副社長。1978年会長。1982年相談役。1983年愛知県経営者協会会長。1984年日本経営者団体連盟副会長。日本高速通信会長や日本移動通信会長なども歴任した。
この間、1943年勲八等瑞宝章受章。1944年勲七等瑞宝章受章。1976年藍綬褒章受章。1984年勲一等瑞宝章受章。1995年従三位、音羽町名誉町民。

## 略歴
- 1912年 - 愛知県宝飯郡音羽町にて誕生[2]。
- 1938年 - 神戸商業大学卒業。
- 1959年 - トヨタ自動車工業取締役。
- 1975年 - トヨタ自動車工業副社長。
- 1978年 - トヨタ自動車工業会長。
- 1982年 - トヨタ自動車工業相談役[2]。
- 1983年 - 愛知県経営者協会会長[5]。
- 1984年 - 日本経営者団体連盟副会長[2]。
- 1995年 - 死去。

## 栄典
- 1943年 - 勲八等瑞宝章[6]。
- 1944年 - 勲七等瑞宝章[6]。
- 1976年 - 藍綬褒章[6]。
- 1979年 - 紺綬褒章[2]。
- 1984年 - 勲一等瑞宝章[6]。
- 1995年 - 従三位[6]。

## 著作
- 『わたしは三河人』花井正八、1980年12月。
- 『出逢いで人は成長する』PHP研究所、1982年。